# Граф Повіс

Герб графів Повіс.

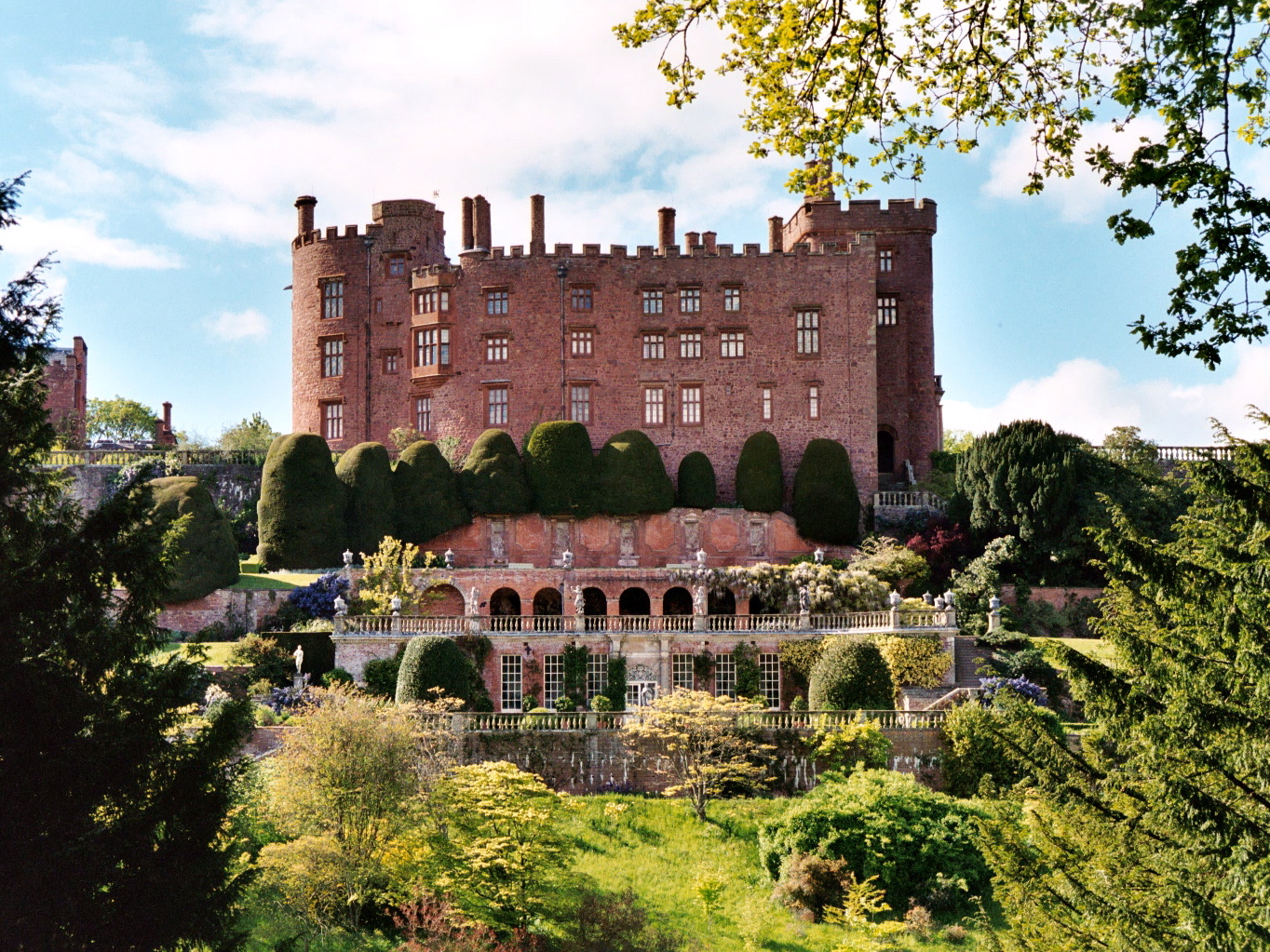
Замок Повіс.

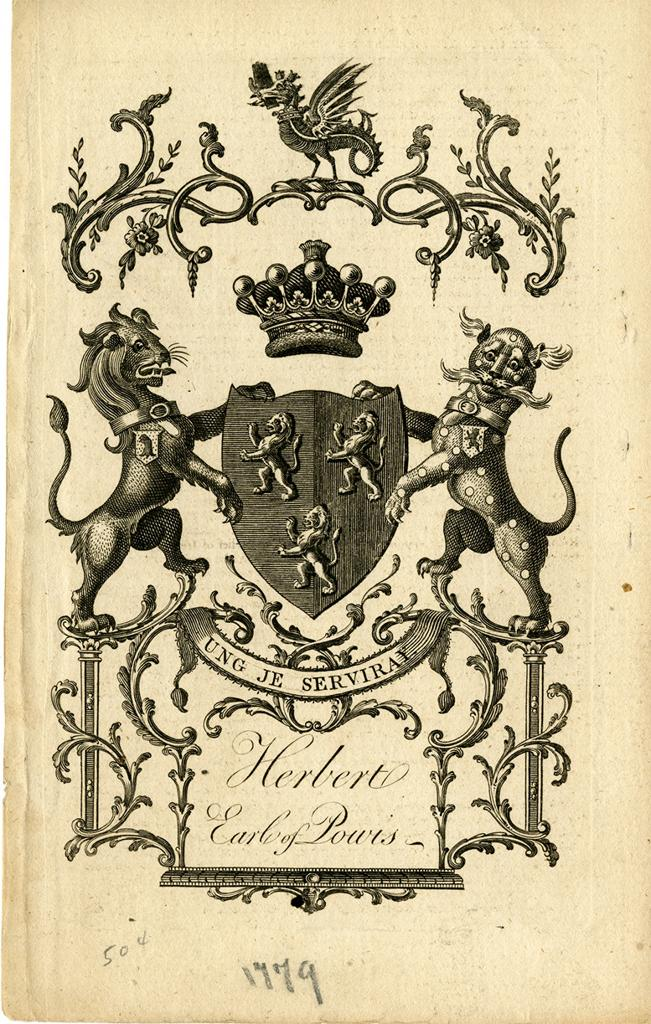
Герб графів Повіс у книжковій ілюстрації.

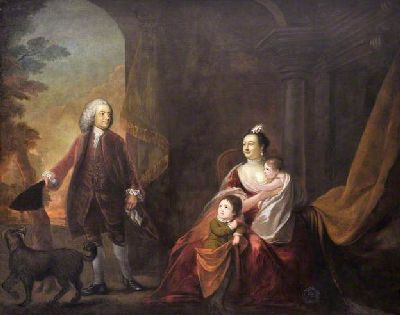
Генрі Артур Герберт — І граф Повіс з дружиною та дітьми.

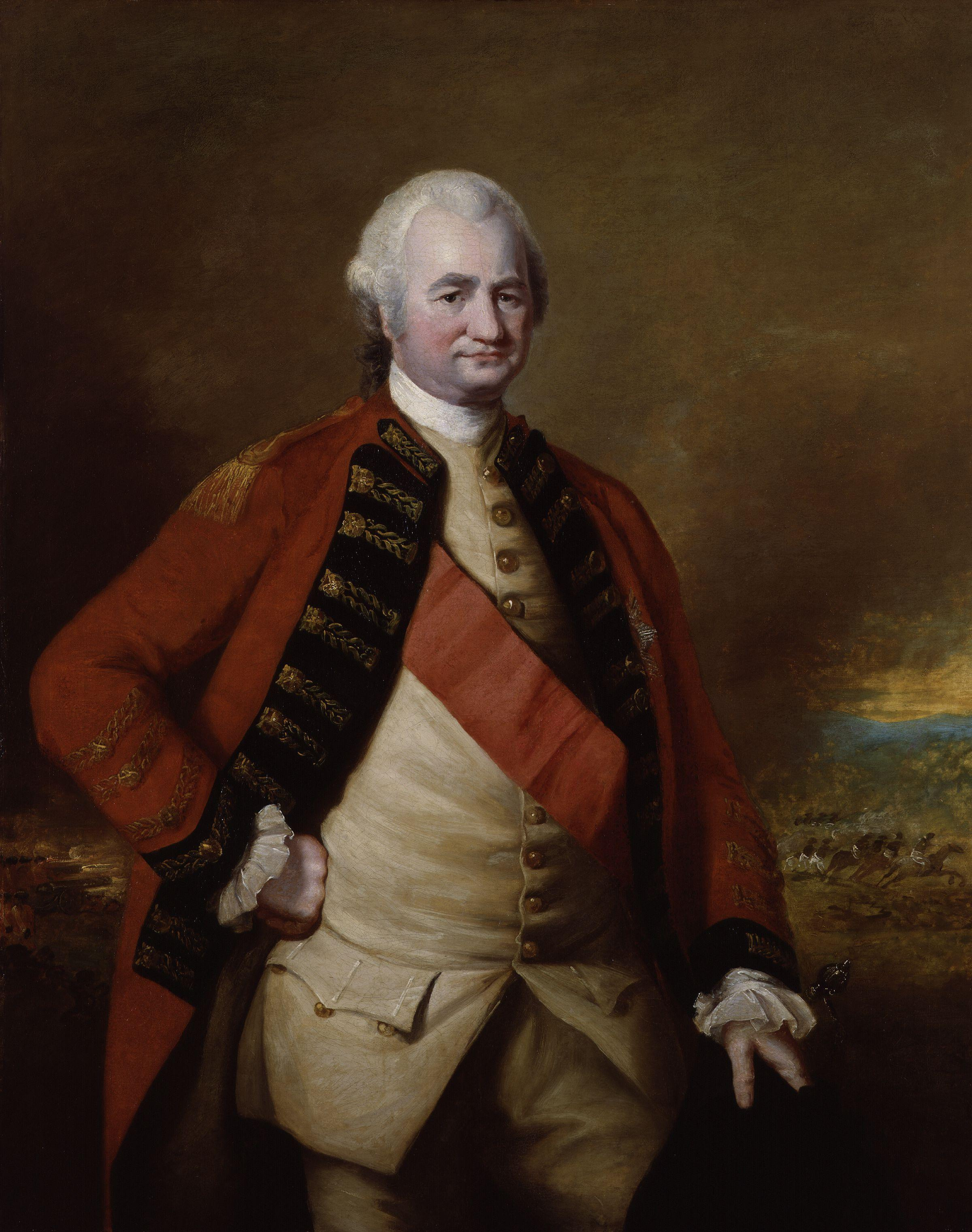
Генерал-майор Роберт Клайв — І барон Клайв.

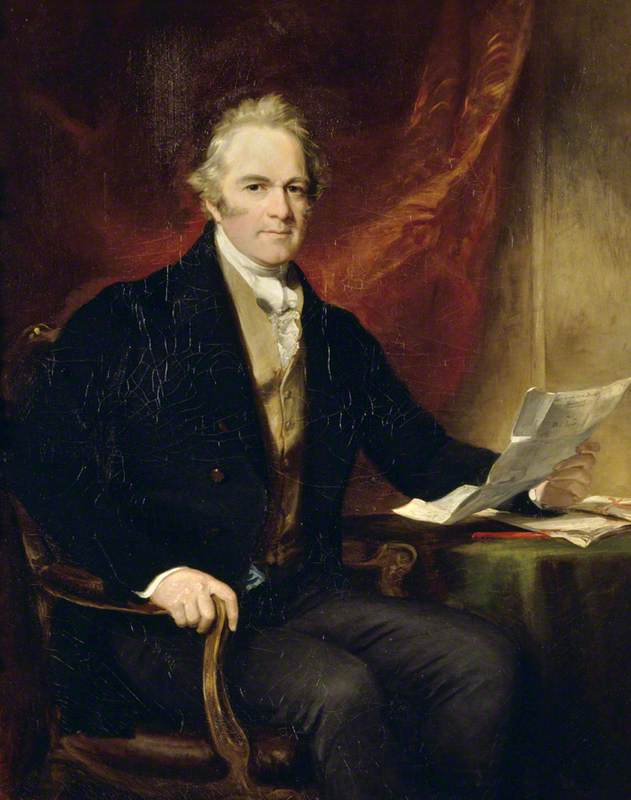
Едвард Герберт — ІІ граф Повіс.

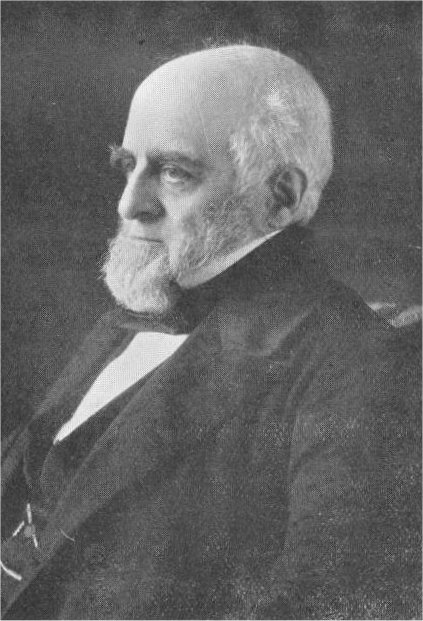
Едвард Джеймс Герберт — ІІІ граф Повіс.

Графи Повіс (англ. — Earl of Powis) — аристократичний титул в Англії та Ірландії. В Ірландії титул графів Повіс отримали в свій час барони Клайв. Загалом титул графів Повіс створювався тричі.

## Історія графів Повіс
Вперше титул графів Повіс було створено в Англії в 1674 році для Вільяма Герберта — ІІІ барона Повіс, нащадка Вільяма Герберта — І графа Пемброк (1501—1570). У 1687 році І граф повіс був нагороджений титулом маркіз Повіс. Але ці титули згасли.
Вдруге цей титул був створений в 1748 році у Великій Британії для Генрі Артура Герберта — чоловіка Герберт, дочки Едварда Герберта — брата Вільяма Герберта, ІІІ маркіза Повіс. Він був депутатом парламенту від Блетчінглі та Ладлоу, служив лорд-лейтенантом Монтгомеріширу та Шропширу. Генрі Артур Герберт був нагороджений титулом барона Герберт з Чірбері в 1743 році. Тоді ж йому було дарована титул графа. У 1749 році до його титулів додався титул барон Ладлоу. Це було пов'язано з його родичем Френсісом Гербертом з Ладлоу. Син Генрі Артура Герберта успадкував титули і став ІІ графом Повіс. Крім того він отримав посаду лорд-лейтенанта Монгомерширу та Шропширу. Але після його смерті в 1801 році всі його титули зникли. Він і всі його близькі родичі померли не лишивши дітей.
Втретє титул графа Повіс був створений у Великій Британії в 1804 році, коли Едвард Клайв — ІІ барон Клайв, що був зятем І графа Повіс другого створення, отримав титул графа Повіс у графстві Монтгомерішир. Він був депутатом парламенті і представляв Ладлоу в Палаті Громад, служив лорд-лейтенантом Шропширу та Монтгомеріширу. Едвард Клайв був чоловіком леді Генрієтти — дочки першого графа Повіса творіння 1748 року, сестри та спадкоємиці ІІ графа Повіс. Він володів титулом барона Клайв з Волкота в графстві Шропшир з 1794 року. Йому було даровано титули барона Повіс у Монтгомеріширі, титул барона Герберта з Чірбері (графство Шропшир) та віконта Клайв з Ладлоу. І одночасно було даровано титул графа. Едвард Клайв був сином відомого військового діяча Роберта Клайва, якого в 1762 році нагородили титулом барон Клайв з Плассі (графство Клер, Ірландія). Його ще називали Клайв Індійський — він був одним ключових фігур, що перетворили Індію на британську колонію.
Титул графа Повіс успадкував його старший син, що став ІІ графом Повіс. Він був депутатом парламенту від Ладлоу, служив лорд-лейтенантом Монтгомеріширу. У 1807 році корона дарувала йому герб. Його син успадкував титул і став ІІІ графом Повіс. Він був депутатом парламенту, представляв Північний Шропшир, служив лорд-лейтенантом Монтгомеріширу. Титул успадкував його племінник, що став IV графом Повіс. Він був сином генерал-лейтенанта сера Персі Егертона Герберта — другого сина ІІ графа Повіс. Він отримав посаду лорд-лейтенанта Шропширу. У 1890 році він одружився з Віолеттою Ідою Евелін Герберт, що в 1903 році стала XVI баронесою Дарсі де Кнайт. Їх старший син Персі Роберт Герберт — віконт Клайв брав участь у Першій світовій війні, помер від ран, отриманих під час битви на Соммі. Їх другий син — Мервін Гораціо Герберт, віконт Клайв успадкував від матері титул барона Дарсі де Кнайт у 1929 році. Цей титул успадкувала його дочка, що стала XVIII баронесою Дарсі де Кнайт.
Титули лорда Повіс та графа Повіс успадкував син полковника Едварда Вільяма Герберта, що був сином Роберта Чарльза Герьерта, що був четвертим сином II графа Повіс. Після його смерті титул успадкував його молодший брат, що став VI графом Повіс. Потім титул успадкував його двоюрідний брат, що став VII графом Повіс. Він був сином преподобного Персі Марка Герберта — єпископа Блекберн та Норвіч, сина генерал-майора Вільяма Генрі Герберта — п'ятого сина ІІ графа Повіс.
На сьогодні титулом графа Повіс володіє син VII графа Повіс — VIII граф Повіс, що успадкував титул в 1993 році. Лорд повіс є володарем маєтку Клан.
Роберт Генрі Клайв — другий син першого графа Повіс одружився з Гарріет Віндзор (що отримала титул баронеса Віндзор) у 1819 році. Їх онук роберт Відзор-Клайв — XIV барон Віндзор був нагороджений титулом граф Плімут у 1905 році. Таким чиномЮ графи Плімут споріднені з графами Повіс. Джордж Віндзор-Клайв — другий син Роберта Генрі Клайва та леді Відзор був депутатом парламенту від Ладлоу. Ще одну гірку роду Клайв заснував преподобний Бенджамін Клайв — дядько І барона Клайв. До цієї гілки належать Джордж Клайв, Едвард Клайв, Джордж Клайв ІІ, Едвард Клайв ІІ, сер Сідні Клайв, сер Роберт Клайв.
Резиденцією графів Повіс є замок Повіс, що стоїть поблизу Вельшпула, Монтгомерішир, Уельс.

## Династії графів Повіс та баронів Клайв

### Барони, маркізи та графи Повіс, перше створення 1674 року

#### Барони Повіс
- Вільям Герберт (бл. 1573—1656) — І барон Повіс
- Персі Герберт (бл. 1600—1667) — ІІ барон Повіс (був нагороджений титулом І баронета Герберт 11 листопада 1622 року)
- Вільям Герберт (1626—1696) — ІІІ барон Повіс (нагороджений титулом граф Повіс у 1674 році та маркізом Повіс у 1687 році)

#### Маркізи Повіс
- Вільям Герберт (1626—1696) — І маркіз Повіс, І граф Повіс
- Вільям Герберт (1665—1745) — ІІ маркіз Повіс. Він був єдиним сином Вільяма Герберта, І маркіза Повіс та леді Елізабет Сомерсет. Він одружився з Мері Престон у 1695 році. У них було шестеро дітей: Вільям Герберт — ІІІ маркіз Повіс; лорд Едвард Герберт; леді Мері Герберт; леді Енн Герберт; леді Шарлотта Герберт; леді Тереза Герберт. Його другий син, Едвард (пом. 1734), одружився з Генрієттою Вальдегрейв, дочкою Джеймса Волдегрейва, І графа Вальдегрейв в липні 1734 року. У них була одна дитина: леді Барбара Герберт (1735—1786)
- Вільям Герберт (1698—1748) — ІІІ маркіз Повіс. Був сином Вільяма Герберта, ІІ маркіза Повіс та Мері Престон. Помер неодруженим у 1748 році.

### Графи Повіс, друге створення 1748 року

#### Барони Клайв
- Роберт Клайв (1725—1774) — І барон Клайв
- Едвард Клайв (1754—1839) — ІІ барон Клайв (нагороджений титулом граф Повіс у 1804 році)

### Графи Повіс
- Едвард Клайв (1754—1839) — І граф Повіс
- Едвард Герберт (1785—1848) — ІІ граф Повіс
- Едвард Джеймс Герберт (1818—1891) — ІІІ граф Повіс
- Джордж Чарльз Герберт (1862—1952) — IV граф Повіс
- Едвард Роберт Генрі Герберт (1889—1974) — V граф Повіс
- Крістіан Віктор Чарльз Герберт (1904—1988) — VI граф Повіс
- Джордж Вільям Герберт (1925—1993) — VII граф Повіс
- Джон Джордж Герберт (нар. 1952) — VIII граф Повіс

Спадкоємцем титулу є син нинішнього власника титулу — Джонатан Ніколас Вільям Герберт — віконт Клайв (нар. 1979).